# Guandi-Tempel von Xiezhou

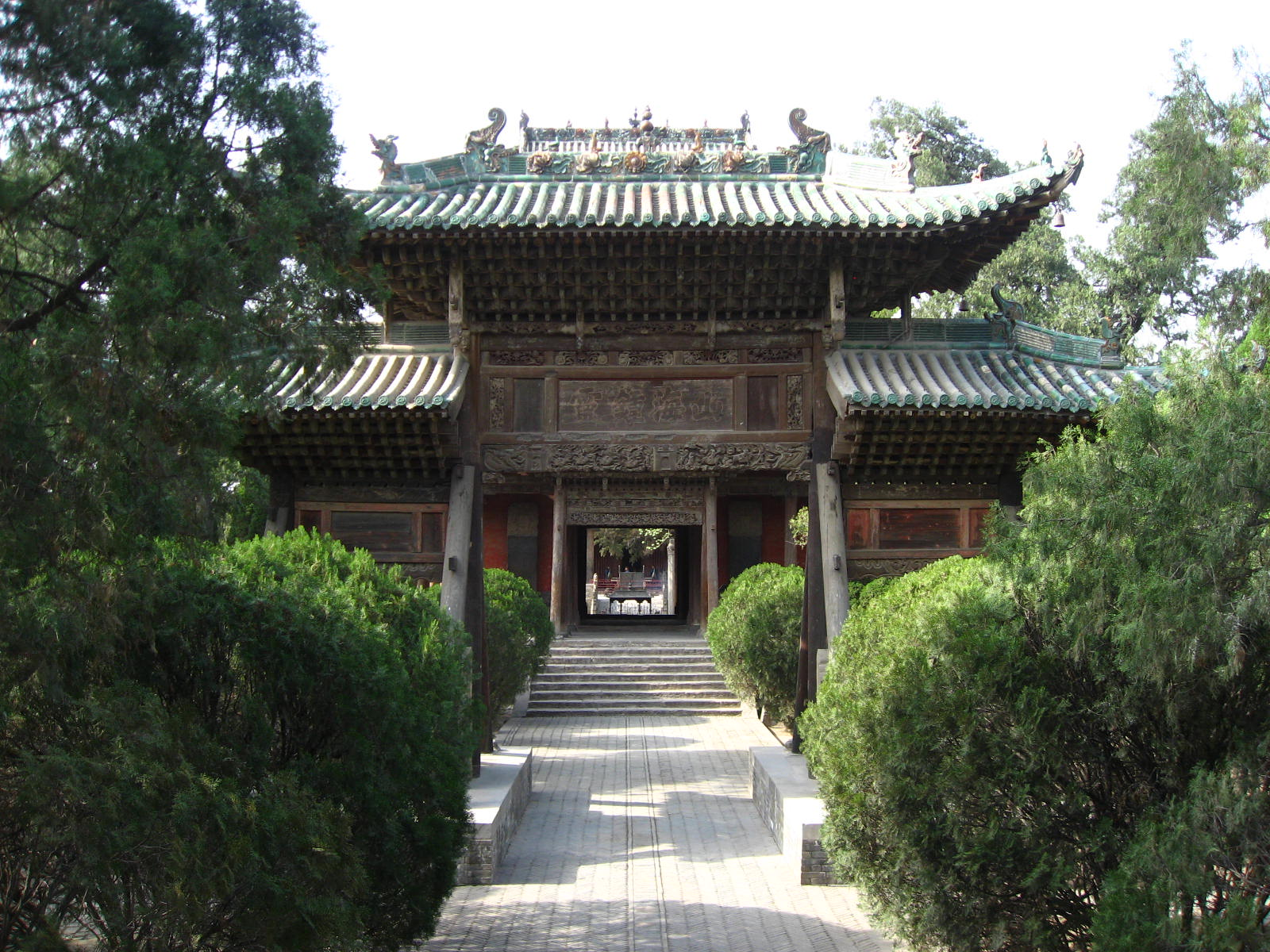

Der Guandi-Tempel von Xiezhou (chinesisch 解州關帝廟 / 解州关帝庙, Pinyin Xièzhōu Guāndìmiào, englisch Guandi Temple in Xiezhou / Xiezhou Guan Yu Temple) in der Großgemeinde Xiezhou des Stadtbezirks Yanhu der kreisfreien Stadt Yuncheng in der chinesischen Provinz Shanxi ist ein auf ältere Zeiten zurückgehender, dem Guan Yu geweihter Tempel, dessen heutige Gebäude aus der Zeit der Qing-Dynastie stammen.
Die Gegend von Xiezhou ist die Heimat von Guan Yu (关羽), der in dem Tempel – dem größten Guandi-Tempel Chinas und eine der bedeutendsten Stätten des Daoismus – verehrt wird.
Der Guandi-Tempel von Xiezhou (Xiezhou Guandi miao) steht seit 1988 auf der Liste der Denkmäler der Volksrepublik China (3-130).
Er zählt mit dem Guanling-Mausoleum (in Dangyang, Provinz Hubei) und dem Guanlin-Tempel (bzw. Grab des Kopfes, in Luolong, Provinz Hebei) zu den drei großen Guan-Yu-Tempeln Chinas.